# Tityus panguana
Espèce
Tityus panguana est une espèce de scorpions de la famille des Buthidae.

## Distribution
Cette espèce est endémique de la région de Huánuco au Pérou. Elle se rencontre vers Yuyapichis.

## Description
Le mâle holotype mesure 68,50 mm et la femelle paratype 67,15 mm.

## Étymologie
Son nom d'espèce lui a été donné en référence au lieu de sa découverte, Panguana.

## Publication originale
- Kovařík, Teruel, Lowe & Friedrich, 2015 : « Four new scorpion species (Scorpiones: Buthidae) from Amazonian Peru. » Euscorpius, no 210, p. 1-40 (texte intégral).